# Dunja Mijatović

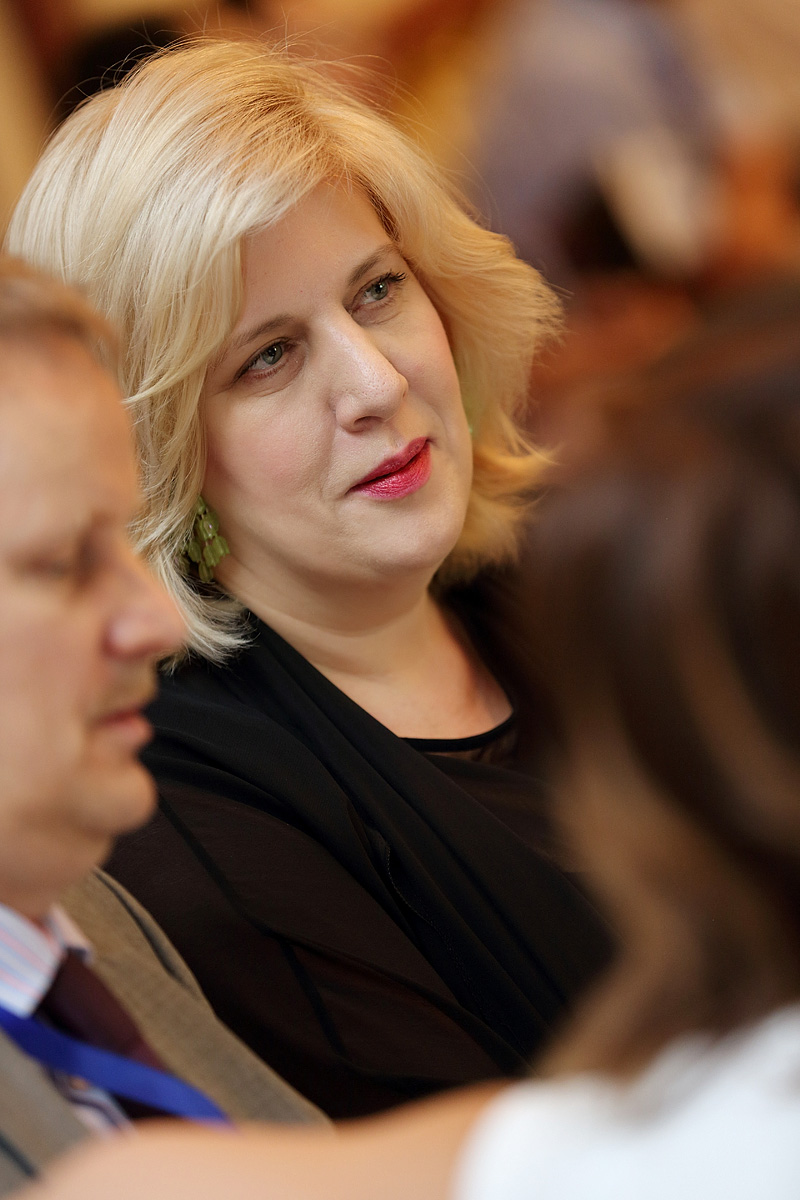
Dunja Mijatović 2013

Dunja Mijatović (serbisch-kyrillisch Дуња Мијатовић; * 8. September 1964 in Sarajevo, SR Bosnien und Herzegowina, SFR Jugoslawien) war die Menschenrechtskommissarin des Europarates von 2018 bis 2024.

## Leben
Mijatović ist die Tochter der bosnisch-serbischen Politikerin Tatjana Ljujić-Mijatović. Sie studierte an der Universität von Bologna, der London School of Economics und beendete das Studium 1987 an der Universität von Sarajevo mit einem Bachelor of Science in Engineering. Im Jahr 2002 schloss sie mit einer Arbeit über „Internet und Meinungsfreiheit“ den Studiengang zum Master ab.
Die frühere Direktorin der Radio-, Kommunikations- und Aufsichtsbehörde von Bosnien-Herzegowina wurde im Jahr 2010 die Nachfolgerin von Miklós Haraszti als OSZE-Beauftragte für die Freiheit der Medien der Organisation für Sicherheit und Zusammenarbeit in Europa und März 2013 wurde sie für eine zweite dreijährige Amtszeit als Vertreterin bestellt.
Mijatović spricht neben ihrer Muttersprache Bosnisch ebenso fließend Deutsch und Englisch und hat Grundkenntnisse in Französisch und Russisch.

## Auszeichnungen
Mijatović hat am 30. April in Aachen die Karlsmedaille für europäische Medien 2015, die „Médaille Charlemagne pour les Médias Européens“, im Vorfeld der Karlspreis-Feierlichkeiten erhalten. Ebenfalls 2015 wurde sie mit dem Concordia-Preis in der Kategorie Presse- und Informationsfreiheit ausgezeichnet.